# Сика (Рыуге)
Си́ка (эст. Sika), ранее Си́кка (эст. Sikka) — деревня в волости Рыуге уезда Вырумаа, Эстония.

## География и описание
Расположена в 10 километрах к югу от уездного центра — города Выру — и в 3 километрах к востоку от волостного центра — посёлка Рыуге. Высота над уровнем моря — 211 метров.
Климат умеренный. Официальный язык — эстонский. Почтовый индекс — 66286.

## Население
По данным переписи населения 2021 года, в Сика  насчитывалось 7 жителей, все — эстонцы.
По данным переписи населения 2011 года, в деревне проживали 10 человек, также все — эстонцы.
Численность населения деревни Сика:
| Год  | 2000 | 2011 | 2017 | 2018 | 2019 | 2020 |
| ---- | ---- | ---- | ---- | ---- | ---- | ---- |
| Чел. | 9    | ↗ 10 | ↘ 7  | → 7  | → 7  | ↗ 8  |

## История
В 1588 году были записаны такие добавочные имена крестьян, как Сик и Сиков (Sik, Sikow). В 1684 году были записаны жители Толемо Пепп (Tolemo Pepp), Толемо Меус (Tolemo Meus), в 1688 году — Таллемо Сико Пеэп (Tallemo Sicko Peep), Таллемо Меус (Tallemo Meus), в 1758 году — Сика Петер (Sicka Peter), в 1765 году — Дорф Сикка (Dorf Sikka).
В 20-м столетии деревня Сика официально существовала в 1930-х годах, позже она была присоединена к деревне Тоодси. В 1977–1997 годах она была частью деревни Ногу, восстановлена в 1997 году.

## Происхождение топонима
Добавочное имя Сика появилось в конце 17-го столетия. Вероятнее всего, оно произошло от  сравнения с домашним животным: сикк ~ сика — сокк (эст. sikk ~sika, sokk) — «козёл». За этим часто встречающимся добавочным именем также иногда может стоять начинающееся на «сиг-»  немецкое личное имя, например Сигфрид (Siegfried).

## Комментарии
1. ↑  Эстонские топонимы, оканчивающиеся на -а, не склоняются и не имеют женского рода (исключение — Нарва)[8].